# Catuti

Catuti este un oraș în unitatea federativă Minas Gerais (MG), Brazilia.